# Galaxy Song
Galaxy Song est une chanson écrite par Eric Idle et John Du Prez pour le long métrage Monty Python : Le Sens de la vie en 1983. La chanson met en contexte la place de la Terre dans l'immensité de l'univers. Elle sort la même année en face B du single de la chanson Every Sperm Is Sacred, issu du même film.
En 2012, Idle sort une version mise à jour avec la participation du physicien Brian Cox pour une émission sur la BBC.
En 2014, dans le cadre du spectacle Monty Python Live (Mostly) (en), Idle interprète la chanson, suivie d'un enregistrement vidéo où Brian Cox corrige des imprécisions dans les données, avant de se faire renverser par Stephen Hawking dans son fauteuil roulant qui lui demande d'arrêter d'être pédant. Hawking reprend alors la chanson avec sa voix synthétique avant de décoller vers l'espace à bord de son fauteuil. La version de la chanson avec la voix synthétique de Stephen Hawking est publiée en single dans le cadre du Record Store Day en 2015.